# Capitanía de Gurupá
La Capitanía de la Fortaleza de Santo Antônio de Gurupá, también conocida como capitanía-fortaleza de Gurupá, fue una capitanía real del Reino de Portugal. La capitanía de Gurupá tenía sus capitanes mayores nombrados por el Consejo Ultramarino o, interinamente, por los gobernadores y capitanes generales del Estado colonial del Maranhão.

## Historia
La capitanía fue establecida en 1623 con la construcción de la Fortaleza de Santo Antônio de Gurupá por Bento Maciel Parente, tras la expulsión de los holandeses de la entrada del Río Xingú. Ubicada en el interior del actual territorio del Pará, tenía una posición estratégica para el control de la navegación en la cuenca amazónica y formaba una red de defensa con otras fortificaciones de la región.

### Reglamentos y administración
El cargo de capitán mayor tenía una duración de tres años y estaba regulado por reglamentos detallados que definían sus funciones y responsabilidades. El Reglamento de 1683, otorgado a André Pinheiro de Lacerda, incluía orientaciones sobre:
- La conducta del capitán mayor;
- La propagación de la fe católica entre los indígenas;
- La protección de los indígenas contra la esclavitud y los malos tratos;
- La represión de desertores y criminales;
- La exploración de minas y drogas del sertão;
- El registro de personas y canoas en la región.

A pesar de que el reglamento establecía medidas para proteger a los indígenas y controlar abusos, la explotación de mano de obra indígena y el comercio de drogas del sertão eran prácticas recurrentes.

### Importancia estratégica y económica
La capitanía de Gurupá era vista como un puesto valioso tanto para la carrera militar como para obtener beneficios económicos. El interés por el cargo generaba disputas, y este llegó a mantenerse dentro de familias. A finales del siglo XVII, el nombramiento de Eugênio Monteiro Cortes, un militar portugués sin vínculos familiares en el Estado colonial del Maranhão, marcó un intento de limitar los intereses locales en el control de la capitanía.

## Decadencia
Con las reformas administrativas y militares en la Amazonía durante el siglo XVIII, la capitanía de Gurupá perdió importancia y fue integrada en otras estructuras administrativas del Estado colonial del Maranhão.

## Legado
La Capitanía de Gurupá desempeñó un papel crucial en la defensa del territorio amazónico y en el control de las vías fluviales durante el período colonial, siendo también un punto central en la compleja relación entre la Corona, los colonos y los pueblos indígenas de la región.